# کمیسیون فدرال تجارت
کمیسیون فدرال تجارت (انگلیسی: Federal Trade Commission) یا اف‌تی‌سی (انگلیسی: FTC) یک آژانس مستقل دولت ایالات متحده آمریکا است. این کمیسیون با مأموریت اصلی حمایت از حقوق مصرف‌کننده تشکیل شد. دیگر اهداف این کمیسیون شامل اجرای قانون رقابت به‌وسیله پیشگیری یا از بین‌بردن فعالیت‌های تجاری مضر است. مرکز این کمیسیون در واشینگتن دی سی است.

## تاریخچه

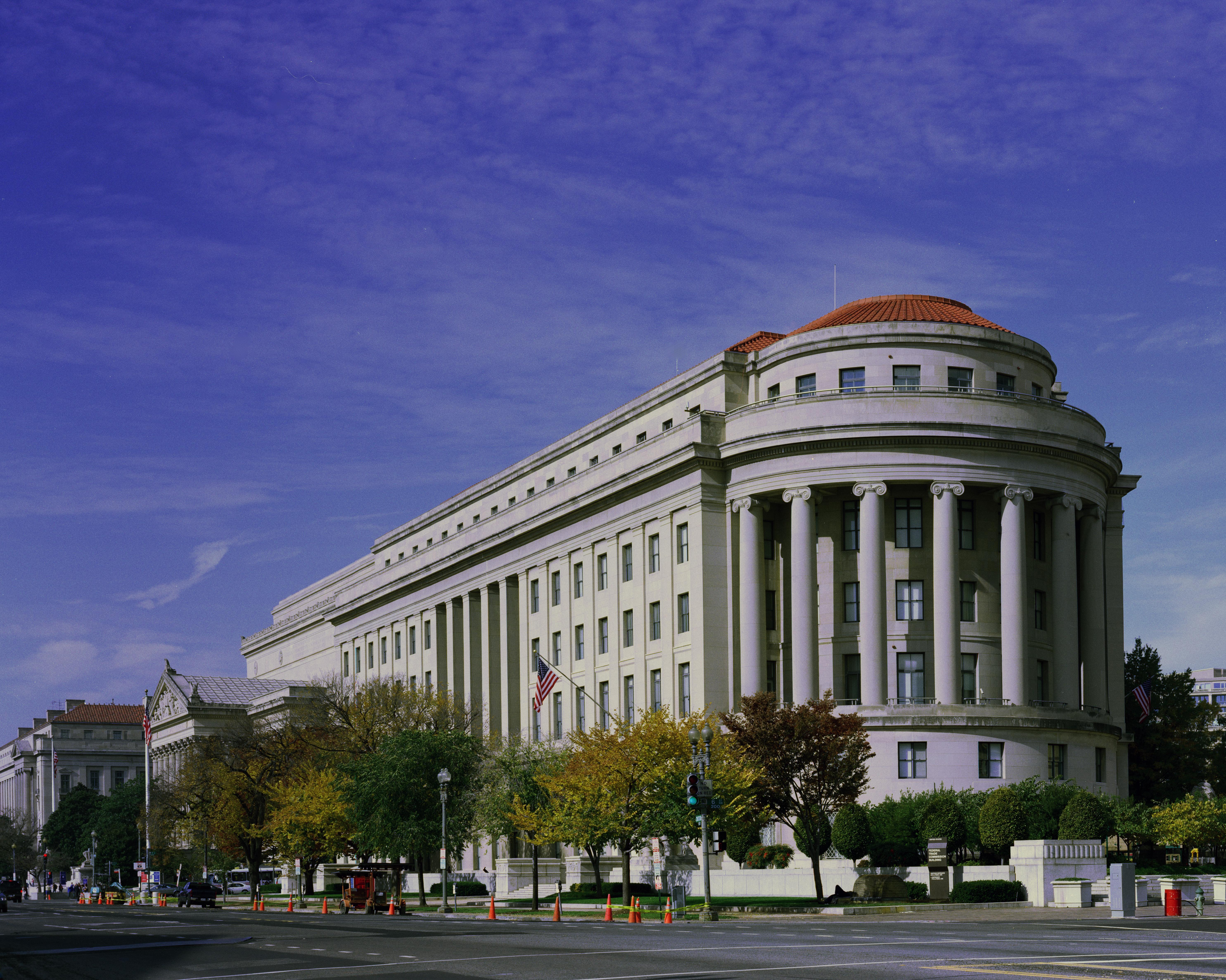
ساختمان مرکزی FTC

کمیسیون در سال ۱۹۱۴ تأسیس شده است. این کمیسیون یکی از اقدامات عمدهٔ وودرو ویلسون علیه تراست‌ها و انحصار بود. تراست‌ها و از بین‌بردن آن‌ها در عصر ترقی‌خواهی از جمله مطالبات سیاسی بود.